# 700 Dywizja Piechoty (III Rzesza)
700 Dywizja Piechoty ((niem. 700. Infanterie-Division), ros. 700-я пехотная дивизия/3-я пехотная дивизия Вооруженных сил КОНР) – związek taktyczny Sił Zbrojnych  Komitetu Wyzwolenia Narodów Rosji kolaborujący z III Rzeszą
Formowanie dywizji rozpoczęło się w połowie lutego 1945 na poligonie wojskowym w Münsingen. Stanowiła ona trzecią dywizję Sił Zbrojnych KONR. Na jej czele stanął gen. Michaił Szapowałow. Funkcję szefa sztabu objął płk I. A. Bogdanow, a następnie płk Aleksandr N. Wysocki (Kobziew). Dowódcą planowanego pułku artylerii został kpt. Każieka. Rekruci pochodzili spośród byłych jeńców wojennych z Armii Czerwonej i "wschodnich" robotników przymusowych. Do końca wojny zdołano zgromadzić ok. 10 tys. ochotników. Nie byli oni jednak uzbrojeni. Gen. Szapowałow podjął wprawdzie starania o dostarczenie broni ćwiczebnej, ale zakończyły się one niepowodzeniem. Zdołano utworzyć jedynie sztab dywizji. W pierwszych dniach maja 1945 dowództwo Sił Zbrojnych KONR postanowiło zgrupować wszystkie oddziały „własowskie”. W tym celu gen. Szapowałow 3 maja tego roku udał się samolotem do sztabu 1 Dywizji Piechoty gen. Siergieja Buniaczenki, gdzie zdecydowano o wycofaniu się na zachód i poddaniu się armii USA. Kolumny 3 Dywizji Piechoty dołączyły do tzw. Południowej Grupy ROA, po czym skapitulowały 9 maja pod Krumau.